# Levon Djulfalakean
Levon Djulfalakean (n. 5 aprilie 1964, Leninakan, Republica Sovietică Socialistă Armeană, URSS) este un luptător sovietic, medaliat olimpic. A participat la o ediție a Jocurilor Olimpice (1988) în care a câștigat o medalie de aur.

## Participări
Lista de mai jos prezintă principalele competiții la care a participat Levon Djulfalakean de-a lungul carierei.
- wrestling at the 1988 Summer Olympics – men's Greco-Roman 68 kg[*]